# Hydrobaenus fusistylus
Hydrobaenus fusistylus är en tvåvingeart som först beskrevs av Maurice Emile Marie Goetghebuer 1933.  Hydrobaenus fusistylus ingår i släktet Hydrobaenus och familjen fjädermyggor. Arten har ej påträffats i Sverige. Inga underarter finns listade i Catalogue of Life.